# 49. oklepna brigada (ZDA)
49. oklepna brigada (izvirno angleško 49th Armored Brigade) je bila oklepna brigada Kopenske vojske Združenih držav Amerike.